# Inger Thapper
Gudrun Inger Margareta Thapper, född 21 maj 1933 i Värnamo, död 17 maj 2018 i Jönköping, var en svensk folkpartistisk politiker som var kommunalråd i Jönköpings kommun mellan 1991 och 1994. Hon arbetade i huvudsak med frågor som rörde ekonomi och skola.